# جاك وايت (صحفي)
جاك وايت (بالإنجليزية: Jack White)‏ هو صحفي أمريكي، ولد في 1942، وتوفي في 12 أكتوبر 2005 في بارنستابل في الولايات المتحدة.